# Саумалколь (Каркаралінський район)
Саумалко́ль (каз. Саумалкөл) — станційне селище у складі Каркаралінського району Карагандинської області Казахстану. Входить до складу Каршигалинського сільського округу.
Населення — 21 особа (2021; 59 у 2009, 91 у 1999, 63 у 1989).
Національний склад станом на 1989 рік:
- казахи — 100 %.

До 2002 року селище називалось Новий Путь.